# الطائر المحاكي (صراع العروش)
الطائر المحاكي (بالإنجليزية: Mockingbird)‏ هي الحلقة السابعة من الموسم الرابع من المسلسل الفانتازي صراع العروش، والمُقتبس من سلسلة روايات أغنية الجليد والنار للمؤلف جورج ر. ر. مارتن، وهي الحلقة رقم 37 من المسلسل ككل. عُرضت الحلقة لأول مرة في 18 مايو 2014، على شبكة إتش بي أو المُنتجة للمسلسل، وكانت من كتابة ديفيد بينيوف، ودي. بي. وايس، ومن إخراج أليك ساخاروف.

## ملخص الحلقة
بعدَ معرفة (سيرسي) أنه سيكون هناك مُحاكَمة عن طريق القتال، تقوم بتعيين (جريجور كليغان) للقتال عنها، فيما يبحث (تيريون) عن شخصٍ ما ليقاتِل لصفّه. وفي حين رَفضَ (جايمي) و(برون) القتال، يعرِض (أوبرين مارتيل) خدماته، حيث أنّه وجدها فُرصَةً للانتقام لمقتَل أختِه. وفي القرّة الأخرى، تمارس (دنيرس) الجنس مع (داريو) قبل أن تأمره بالتوجه نحو يونيكاي للاتفاق مع النخّاسين. وفي الشمال، يعود (جون سنو) منتصراً ويقترح إغلاق النفق لصدّ هجمات الهمج وسط سخرية (أليستر). كما تستعدّ (ميليساندري) و(سيليس) للرحيل عن دراغونستون برفقة (شيرين). وخلال مسيرة (آريا) و(ساندرو) يواجهون أخد الجنود الموضوعون على قائمة (آريا) السوداء، فتقوم (آريا) بقتلهم ويتعرّض (ساندرو) لجراحٍ يرفض أن يُعالِجها. (بريان) و(بودريك) ينزلون في إحدى الخانات، ويلتقوم هناك صدفةً بصديق (آريا) القديم (هوت باي) الذي يؤكّد لهم أنّ (آريا) على قيد الحياة وأنّها غادرت مع (ساندرو)، فتقرر (بريان) الذهاب إلى الوادي من منطِق أنّهم بالتأكيد سيذهبون إلى أقاربهم. وفي الوادي، تغضب الخالة (لايسا) عندما شاهدت اللورد (باليش) يُقبّل (سانسا) فتهدد (لايسا) أنها سترميها من بوابة القمر، ويتدخل (باليش) في الوقت المناسب ويقوم بدفع (لايسا) عبر بوابة القمر بكل برود.

## الإنتاج
سيناريو الحلقة كان من كتابة ديفيد بينيوف، ودي. بي. وايس، وأُختير أليك ساخاروف لإخراجها. كان فابيان فاغنر مديرًا لتصوير الحلقة، وتيم بورتر محررًا لها، أما موسيقى الحلقة التصويرية فكانت من تلحين رامين جوادي.

## نسب المشاهدة
| الموسم | الموسم | رقم الحلقة | رقم الحلقة | رقم الحلقة | رقم الحلقة | رقم الحلقة | رقم الحلقة | رقم الحلقة | رقم الحلقة | رقم الحلقة | رقم الحلقة | المتوسط |
| الموسم | الموسم | 1          | 2          | 3          | 4          | 5          | 6          | 7          | 8          | 9          | 10         | المتوسط |
| ------ | ------ | ---------- | ---------- | ---------- | ---------- | ---------- | ---------- | ---------- | ---------- | ---------- | ---------- | ------- |
|        | 1      | 2.22       | 2.20       | 2.44       | 2.45       | 2.58       | 2.44       | 2.40       | 2.72       | 2.66       | 3.04       | 2.52    |
|        | 2      | 3.86       | 3.76       | 3.77       | 3.65       | 3.90       | 3.88       | 3.69       | 3.86       | 3.38       | 4.20       | 3.80    |
|        | 3      | 4.37       | 4.27       | 4.72       | 4.87       | 5.35       | 5.50       | 4.84       | 5.13       | 5.22       | 5.39       | 4.97    |
|        | 4      | 6.64       | 6.31       | 6.59       | 6.95       | 7.16       | 6.40       | 7.20       | 7.17       | 6.95       | 7.09       | 6.84    |
|        | 5      | 8.00       | 6.81       | 6.71       | 6.82       | 6.56       | 6.24       | 5.40       | 7.01       | 7.14       | 8.11       | 6.88    |
|        | 6      | 7.94       | 7.29       | 7.28       | 7.82       | 7.89       | 6.71       | 7.80       | 7.60       | 7.66       | 8.89       | 7.69    |
|        | 7      | 10.11      | 9.27       | 9.25       | 10.17      | 10.72      | 10.24      | 12.07      | غ/م        | غ/م        | غ/م        | 10.26   |
|        | 8      | 11.76      | 10.29      | 12.02      | 11.80      | 12.48      | 13.61      | غ/م        | غ/م        | غ/م        | غ/م        | 11.99   |

## وصلات خارجية
- الطائر المحاكي على موقع IMDb (الإنجليزية)
- الطائر المحاكي على موقع ميتاكريتيك (الإنجليزية)
- الطائر المحاكي على موقع روتن توميتوز (الإنجليزية)
- الطائر المحاكي على موقع أول موفي (الإنجليزية)